# Српски народни препород
Српски народни препород, или краће Српски препород, односи се на период у историја Срба између 18. вијека и дејуре оснивања Кнежевине Србије 1878. године. Започео је на територији Хабзбуршке монархије, у Сремским Карловцима. Сматра се да је српска ренесанса започета у 17. вијеку у Банату. Српски препород започет је прије Бугарског народног препорода. Први устанци у Османском царству који су попримили национални карактер била су оба српска устанка (1804—1817), што је био врхунац српске ренесансе. Према Јелени Милојковић-Ђурић: „Прво књижевно и научно друштво међу Словенима била је Матица српска, коју су основале вође српског препорода у Пешти 1826”. Војводина је постала колијевка српског препорода током 19. вијека. Вук Стефановић Караџић (1787—1864) је током тог периода био најактивнији.
Српски препород је био пријетња Аустрији, по питањима стратешког интереса. Срби су успоставили краткотрајну Српску Војводину током Година револуције кроз оружани сукоб са Мађарима, као дио Препорода.
Иако је током српског препорода усвојена идеја о сарадњи јужнословенских народа, а била је под утицајем своје националне политичке основе и могућности оснивања југословенски државе, и даље је, у културном и националном погледу, остала пансрпска.